# Christian Schule
Georg Christian Schule (* 7. Oktober 1764 in Kopenhagen; † 9. Juli 1816 in Leipzig) war ein dänischer Zeichner und Kupferstecher.

## Leben
Schule war der Sohn des Kleiderfabrikanten Joh. Christoph Schule und dessen Frau Dorothea Elisabeth (geborene Wolf). Er besuchte die Königlich Dänische Kunstakademie und war Schüler und 1781/82 Gehilfe von Johann Friderich Clemens, in dessen Haus er vier Jahre lebte. 1782 wurde er mit einem zweiten Preis ausgezeichnet und arbeitete seither für dänische Buchhändler. Im September 1787 war er nach Leipzig gekommen und stach bis zu seinem Tod vornehmlich für den Verlagsbuchhandel. Seine Radierungen entstanden meist auf der Grundlage eigener Zeichnungen. Für den ersten Band von Clemens Brentanos Godwi fertigte er Illustrationen nach Vorlagen von Johann Heinrich Ramberg. Er wohnte zunächst in der Nicolaistraße, „im goldnen Hörne“ und später dauerhaft auf dem Brühl.
Der ebenfalls in Leipzig tätige Kupferstecher Albert Schule (1801–1875) war sein Sohn.
Sein Notizbuch aus den Jahren 1785–1790 mit Korrespondentenverzeichnis, Briefabschriften, kurzen Abhandlungen und einer Liste seiner gedruckt vorliegenden Kupferstiche kam über die Leipziger Stadtbibliothek in die Universitätsbibliothek Leipzig.